# 48 Leonis Minoris
48 Leonis Minoris, eller WW Leonis Minoris, är en pulserande variabel av Delta Scuti-typ (DSCTC) i Lilla lejonets stjärnbild.
48 Leonis Minoris varierar mellan visuell magnitud +6,16 och 6,23 med perioden 0,12691 dygn eller 3,046 timmar. Den befinner sig på ett avstånd av ungefär 390 ljusår.